# 三才ブックス
株式会社三才ブックス（さんさいブックス）は、日本の出版社。社名は「天才・地才・人才」の「『三』つの『才』」からとられている。
1980年、和田洋一（スクウェア・エニックス代表取締役社長とは同姓同名の別人）が創業。
和田洋一の死後は、社長がラジオライフ編集長の諏訪英世など社内で転々としたが、和田の夫人である和田淳子が社長の座に就いたのち、2012年に塩見正孝が就任。
本社は東京都中央区を転々としたが、2009年4月27日、東京都千代田区の現在地に移転。ゲームラボ休刊に伴い、社員数は43人から28人に減少。フロアも2から1に縮小。

## 概説
業務無線などの電波に関する情報や警察・保安情報などを趣味的に扱った月刊誌「ラジオライフ」（創刊当時は無線技術関連が主であったが、各種業務無線電話のデジタル化―傍受困難に伴い変化した）や日本唯一のラジオ放送情報誌「ラジオ番組表」やラジオパラダイスの発行元。
無線関係は他に、日本で受信できる無線局・電波の周波数を網羅したデータ集「周波数帳」を隔年1回発行する。
書籍では2013年に発売された『死ぬまでに行きたい！世界の絶景』が大ヒット（詩歩・著）。この写真集はアマゾン総合1位を獲得し「絶景」ブームの引き金となった。また、2014年の流行語大賞にもノミネートされた。シリーズ累計66万部。
2015年には『今日も嫌がらせ弁当』Kaori（ttkk）著のエッセイを発売。監督・脚本は塚本連平、主演は篠原涼子で映画化され2019年6月に公開された。
また、コンピュータゲームのデータ改造やアンダーグラウンド・おたく的情報を扱った雑誌「ゲームラボ」、世の中の裏側・裏事情・からくりを扱ったムック「裏モノの本」など、一般には知られていない情報を興味本位で取り上げる雑誌・書籍が多い。とくにゲームラボでは検証が不十分なものを掲載したり、一般ユーザーのホームページや自作ソフトを掲載許可無く取り上げることが多かった。
特に「裏モノの本」は「ウラBUBKA」（コアマガジン）など類似誌の先駆けとなった。近年は紙幣偽造やハッキング・クラッキング技術を「危険性を指摘したものであり実践は違法です」と但し書きをつけ紹介している。
雑誌に編集者が顔をさらして登場するのが特徴で、ゲーラボマンは当時の編集長及川のコスプレ。
2003年にはおたく向けの例文と二次元美少女を組み合わせた英単語参考書「もえたん」を行、学習参考書としては異例の累計40万部となるベストセラーとなり、その後「萌え本」と呼ばれる萌えを重視した類似の参考書や解説が多数刊行されるまでに至たほか、2007年には同書を原作としたテレビアニメが制作・放送されている。
2006年末というWindows Vista発売を控えた時期に、あえてWindows XPを解説する叢書「Grimoire For Windows XP」をシリーズ化して出版した。また、同書の「Vol.1 システム編」はグリモアWebで書籍内容を完全公開する。
2012年7月17日、DVDのコピー防止機能を無効化するソフトを販売したなどとして、不正競争防止法違反の疑いで同社の役員を含む社員4人が逮捕され、同社も書類送検された。その後、同社は罰金100万円の略式命令を受けた。しかし、社員4人は不起訴処分となった。
2014年1月現在、ラジオライフの主な工作類はテクニカルライターの板倉が担当しているとのこと。

## 歴代社長
1. 和田洋一 - 創業者。1999年8月に死去。
2. 諏訪英世 - 2002年春まで。編集者出身。
3. 和田淳子 - 2002年春から2009年春まで。初代の妻。
4. 渡邉剛  - 2009年春から。
5. 和田淳子 - 再任。2012年春まで。
6. 塩見正孝 - 現社長。

## 歴代所在地
1. 東京都中央区八丁堀一丁目13番2号（三和ビル） - 1983年1月まで。
2. 東京都中央区八丁堀三丁目23番8号（ニュー石橋ビル）
3. 東京都中央区八丁堀三丁目22番9号（石橋ビル） - 1995年12月まで。ニュー石橋ビルの向かい。[注 2]
4. 東京都中央区京橋三丁目14番6号（斎藤ビル） - 1996年1月から2009年4月まで。[注 3]
5. 東京都千代田区神田須田町二丁目6番地5（OS'85ビル） - 現在の場所。秋葉原電気街から近い。

## 雑誌

### 月刊誌
- ゲームラボ（バックアップ活用テクニック）
- ラジオライフ

### 季刊誌
- ラジオ番組表（春と秋の改編期に発行）

### ムック
- レベル100になる本
- パトカーマニアックス
- おもしろ無線受信ガイド
- 電話マニア
- 周波数帳
- 図解アリエナイ理科ノ教科書
- 航空無線のすべて
- GEKIDAS＠激裏情報Vol.1-5
- ラジオマニア
- BCLライフ

### かつて発行していた雑誌
- ラジオパラダイス
- ラジオライフDX
- 今月の寺
- 隔月刊 裏モノの本 - 1998年4月号,6月号,8月号の3号で終了。
- 裏ッ! - 関係者の退社により消滅した「裏モノの本」を復活させたムック。表紙のイラストは蛭子能収が描いた。
- 銭マガ - 小銭稼ぎ、転売、借金など金銭に関わる情報、体験ルポを掲載。2004年9月号より隔月で刊行。数号出したところで休刊。2011年に「銭マガリターンズ」として復活した。
- B-GEEKS - ゲームラボ増刊として発刊された雑誌。GEEKとは「コンピュータ系のオタク」を意味する英語の俗語。休刊後、ここで執筆していた薬理凶室はRLに活動の場を移した。
- ワンダーJAPAN - 日本のユニークな建造物などの写真をメインとした雑誌。2005年12月に季刊として第1号が出る。途中から年2回発刊に変わり、2012年6月の第20号で休刊となった（各号はDVD「ワンダーJAPAN大全集」に収録）。RLにも関連記事があり、こちらは2019年12月号まで続いた。創刊号から編集長は関口勇が担当。関口はフリーランスとなり、2020年にスタンダーズから「ワンダーJAPON」として復刊させた。

## 主な書籍
- 『ニガヨモギ』辛酸なめ子 （2000年） - 筆者初の単行本は三才からの出版であった。
- 『アホ汁』ピョコタン（2001年） - 後にシリーズ化。「SANSAI COMICS」というレーベルを使用。
- 『洗脳護身術』苫米地英人（2003年） - 苫米地は他にも脳機能学や洗脳関連の本を三才から複数出している。
- 『封印歌謡大全』石橋春海（2007年） - 放送禁止、発売中止となった歌謡曲158曲を紹介。同年には同著者により、「封印」された歌手へのインタビュー集『蘇る封印歌謡』（CD付き）も刊行された。
- 『図録・王立科学博物館』岡田斗司夫（総監督）（2007年） - 海洋堂の食玩のリーフレットを書籍化したもの。初版特典としてスペースシャトルの模型が付いた。
- 『超解読』シリーズ（2012年～） - アニメ作品などの解説本。『まどかマギカ』『涼宮ハルヒ』など。
- 『エロマンガノゲンバ』稀見理都（2016年） - 成年コミック分野の漫画家へのインタビュー集。三峯徹も登場。
- 『アリエナイ理科式世界征服マニュアル』亜留間次郎（2017年） - 著者が三才から出した初の単行本（2冊目は以下の『アリエナイ医科学事典』）
- 『いまさらですがソ連邦』速水螺旋人、津久田重吾（2018年） - 共産趣味的なイラストコラム集。広江礼威やジェーニャも登場。

## 主なWebメディア
- ラジオライフ.com - 月刊誌『ラジオライフ』のWebメディア版。本誌記事の一部が読める。
- mitok［ミトク］ - 業務スーパーやコストコ、コンビニなどのPB商品を中心にした食レポ系メディア。コンテンツをムック化した『コストコ ベストバイ』がある。
- 三才ブックスオンラインショップ - 三才ブックスが運営するECサイト。オリジナルDVDなども販売する。

## 有害図書指定問題
- 2022年2月、鳥取県庁は、三才が発行した『アリエナイ医学事典』、『アリエナイ工作事典』、『裏グッズカタログ2022』の3冊を有害図書に指定した。適用範囲は鳥取県内のみならず、インターネットでの販売も含まれていた。これを受け、Amazon.co.jpは3冊を販売停止とした。これに対し三才側は、有害指定や販売停止の理由が不明確だとして、鳥取県とAmazonに抗議を行った[5]。

## 関連人物
- 伊藤英俊 - 自由国民社で『ランラジオ』誌の編集をしていた。三才ブックスに移り、RLの初代編集長となった。三才の広告部門が独立し、株式会社ラジオハウスを設立した際には、代表取締役となった。1987年には八王子市の無線販売店・パックスラジオの支援により、マガジンランドを設立し、RLと同じ分野の雑誌『アクションバンド電波』を創刊した。その後、2代目の編集長となった。
- 尾形誠規 - 1984年4月に入社し「今月の寺」の担当となる。「ラジオパラダイス」を経て、ムック担当に移り、1990年に出した「裏モノの本」がヒット、その後「裏○○の本」シリーズを多数刊行した。中核となる「裏モノの本」は年に1回の発行であったが、1998年に隔月刊化させた。この頃、経営側との対立が起き、編集部員や営業担当とともに退社。鉄人社を設立し、新たに月刊「裏モノJAPAN」を発行、編集長を10年に渡り務めた。その後、鉄人社の代表取締役となった。また、自分でも袴田事件に関する本を執筆している。フリーライターの北尾トロや下関マグロにはムック初期の頃から執筆の場を与えた。
- 諏訪英世 - 元々ムック編集部にいたが、1996年12月号から副編集長としてRL編集部へ移る。1997年2月号にはRL編集長に就任。1998年にはムック関係者が退社してしまう。1999年夏に創業社長が急逝すると2代目の社長となる。三才から消えていた「裏モノ」を、新たに「裏ッ!」として復活させた。RL2020年6月号の歴代編集長座談会には登場していない。1996年初の体重は108kg。「好きなAV女優は美里真理」と東京ペディションで公言した。